# Nemes István (író)
Nemes István (Debrecen, 1961. augusztus 11. –) fantasy-, sci-fi és romantikusponyva-író. Legismertebb írói álnevei: John Caldwell, valamint Jeffrey Stone.

## Életpályája
Eredeti foglalkozása szerint építőgépész és számítógépes folyamatszervező. Szükség esetén egyes regényeit néhány hét alatt készítette el. Fontos szerepet játszott számos kezdő író felkarolásában és a hazai szerepjáték- és fantasyműfaj népszerűsítésében. Először a sci-fi műfajjal próbálkozott, de az igazi sikert és ismertséget a fantasy témájú Káosz-ciklus megírása hozta meg neki.
1994-ben nősült meg. Szakmabeli felesége a Csokonai Kiadónál dolgozott szerkesztőként, később a Civis Rádiónál riporterként. 2004-ben barátságban váltak el.

## Munkássága

### A kezdeti időszak
Már fiatalkora óta író szeretett volna lenni. 11-12 évesen több regénybe is belekezdett, amelyek főleg más regények utánzatai (Rejtő Jenő-műveké, illetőleg indiános kalandregényeké). 1979-ben tagja lett a debreceni Kronosz sci-fi klubnak, és még ebben az évben publikálta a klub kiadványában, a Spirálban első két írását, az Apokalipszist és Körfolyamatot.
Szintén ekkor érettségizett le a Péchy Mihály Építőipari Szakközépiskolában gépész szakon, és felvételt nyert a Kossuth Lajos Katonai Főiskolára. Azonban a katonaságból néhány nap alatt kiábrándult, és kérvényezte a leszerelését még az első hónapban. Ennek ellenére még 24 hónapot kellett várnia, mielőtt elhagyhatta a honvédség kötelékét 1981-ben. A kényszerű katonaság alatt jelent meg novellája IC88640 címen a Spirálban, és leközölték az Ország-Világ újságban másik írását, az Apokalipszist. Első sci-fi regényét Mindent vagy semmit címmel kezdte megírni, de Kuczka Péter, a Kozmosz Fantasztikus Könyvek & Galaktika főszerkesztője azt tanácsolta neki, hogy néhány év múlva vegye elő újra és írja át. A történet végül befejezetlen maradt.
1981-ben, a leszerelése után a Számítógépes Ügyvitelszervező Vállalathoz (SZÜV) került, de négy hónap után átszerződött az Építésgazdasági és Szervezési Intézethez (ÉGSZI) számítógép-kezelőként, és itt dolgozott 1984-ig. 1983-ban autodidakta módon angoltanulásba kezdett, és gyűjteni kezdte az angol nyelvű sci-fi könyveket, amelyek közül néhánynak a fordításába is belefogott. Megismerkedett több hozzá hasonló fordítóval, köztük Kornya Zsolttal is (aki később Raoul Renier írói álnéven vált ismertté a fantasyműfajban). 1983-ban egy pályázat révén felvették az Alföld Stúdióba is, ahol sokat tanult a szépirodalomról. Közben a laza munkakörnek köszönhetően újabb három regényt írt (Ébredés, A Styen-1 legszebb napjai, Két vagy háromszáz év), és elküldte Kuczka Péternek a kiadás reményében. Ezúttal pozitív visszajelzést kapott, és ígéretet két saját regény és egy műfordítás kiadására. Azonban végül csak a Mások, mint mi című novella jelent meg 1987-ben, és többéves késéssel a Tigris! Tigris! fordítása 1989-ben.
1984-ben ismét munkahelyet váltott, és a Hajdú-Bihar Megyei Vízmű számítóközpontjának operátora lett, ismét laza munkakörrel. Ez idő alatt kezdetben programozott, novellákat, regényeket írt, Jack Vance-novellákat fordított és számítógépes játékokkal játszott. Publikált több kisebb újságba is.

### A fantasyéra

Skandar Graun Szendrei Tibor egyik ábrázolásában. A karakter A Káosz Szava szereplőinek társaságában látható. A kép megjelent A káosz hősei című könyv borítójaként is. Az antológiában a Káosz Szavában Skandar Graunhoz csatlakozott szereplők előtörténetei olvashatóak

Worluk mellett Cherubion világát is ő teremtette meg. Cherubionon a modern haditechnika és a fantasyvilág egyszerre található meg. Jellemzően a Harc az Éj Kövéért című műben is

1986-ban a 16 éves Kornya Zsolt rávette, hogy vegyen részt egy másfél éves AD&D szerepjáték-kampányban, aminek hatására érdeklődése a fantasyműfaj felé fordult. A heti 4-5 órás játékok során vált kedvencévé a félvér ember-ork harcos-pap, Skandar Graun, aki első sikeres regénye, A káosz szava főhőse lett. 1986–1989 között a szerepjáték nem hivatalos utazó nagyköveteként számos városban népszerűsítette ezt a hobbit hatalmas érdeklődés közepette. Ténykedése nyomán több szerepjátékklub is alakult.
1983–1989 között számos írói pályázatra jelentkezett, de vegyes sikerrel. Volt, hogy egy nyertes pályázat kifizetésétől utólag a kiadó táncolt vissza. 1988-ban a szemléletváltás előtt álló debreceni Csokonai könyvkiadót kereste fel, és sikeresen meggyőzte őket, hogy sci-fi és fantasztikus könyveket adjanak ki. A kiadó a Főnix Fantasztikus Könyvek sorozatszerkesztési posztjára helyezte Nemest. Pénzforrások szűkében kezdetben lejárt jogdíjas műveket kerestek, így került képbe Robert E. Howard Conan-sorozata. A fordítást Nemes végezte, a lektorálást Kornya Zsolt. A sorozat kiadása hatalmas siker, de a kiadó meglehetősen kevés fizetést adott a Nemesnek. Egyetlen vigasza a jövőbeli ígéret volt, hogy saját regényét is kiadják majd, azonban a kiadónál vezetői személycsere miatt leállították a projektet.
1989-ben fejezte be Harc az Éj Kövéért regényét Jeffrey Stone írói álnévvel (amit később több írótársának „kölcsön” adott), amelyet többek között a sci-fi műfajban prominens Trethon Judit is elolvasott. Később Trethon felhívta Nemes figyelmét, hogy a Zrínyi Könyvkiadó fantasysorozatot indít, és esetleg megjelentethetnék a regényét. Ezt a regényét ugyan odaígérte közben másnak, azonban megígérte, hogy két hét alatt ír egy másik fantasyregényt. Ekkor született meg A Káosz Szava John Caldwell írói álnéven (első kiadásban mint fordítót jelölték meg Nemest).
Az 1989-es év végén a romániai forradalom hatására Hajja Attila ötlete alapján írt egy pol-fiction regényt, amely szintén sikeres lett, de nem jutott pénzhez, mert a Cleopatra terjesztőcég csődbe ment.
1990-ben megjelent A Káosz Szava, a Secu-terroristák Magyarországon regénye és néhány fordítása, az Art Phoenix sci-fi sorozata gondozásában pedig a Harc az Éj Kövéért és a Worluk átka is. A sikeren felbuzdulva főállású író lett, és megtakarított pénzéből az Art Phoenix résztulajdonosává vált 13%-ban. 1991-ben vitái voltak Hajja Attilával, ami okán kivált az Art Phoenixből, és húgával megalapította a Cherubion kiadót.

### Tevékenysége a Cherubion kiadónál
Az 1991. szeptember 2-án bejegyzett könyvkiadó első saját regénye A Hajnal Lovagja volt. A debreceni LAP-ICS Könyvkiadóval szintén üzleti kapcsolatba került. Kezdetben tördelési munkákat végzett nekik, majd a romantikus ponyva a Megveszem ezt a nőt filmsorozat regényfolytatásainak írásával bízták meg, amely igazi anyagi sikert jelentett. Ezen sikerek lehetővé tették, hogy fantasyregény-piac hullámzásait kompenzálhassa. Rengeteg munkát kapott, és volt olyan hónap, amikor több mint négy regényt írt. Időnként megjelentett novella-gyűjteményeket, ahol saját művein kívül lehetőséget adott kezdő íróknak a műveik bemutatására.
1998-ban visszaesett a romantikus regények iránti igény, így a bevételek is megcsappantak, akárcsak a fantasyregényeké. A cég ügyintézéseit egyedül végezte, ami megnehezítette az írásra való koncentrálást. A megváltozott piaci helyzetre reagált néhány hibás manőver tovább rontotta a kiadó pénzügyeit. 2001-ben megjelent saját szerepjátéka, a Káosz Szerepjáték (KRPG), de a várt siker elmaradt. 
Körbetartozások miatt a 2005-ös évre többmilliós adósság halmozódott fel, ekkor a Delta Vision kiadó vételi ajánlatot tett és ígéretet az eredeti sorozatok megtartására, így a következő év elején Nemes eladta a Cherubiont, ahol tiszteletbeli főszerkesztőként folytathatja eddigi munkáját.

### A Cherubion után
Az évek alatt kialakult munkamódszere, hogy éjjel dolgozik, miközben agresszív zenét hallgat (például black metalt), amely segíti a gyors és gördülékeny írást.
Nemes szabadúszóként dolgozik a Delta Vision tiszteletbeli főszerkesztősége mellett. Több kiadónak fordít, és Pro-Booknak készít ifjúsági vámpírregényeket. Közben a Delta Vision – Cherubionnak készül a Káosz Erdeje. A sci-fi műfajhoz is visszatért, és évek óta dolgozik a Prizma sci-fi kalandregényen (ez egyelőre csak ideiglenes munkacím). Számos könyvötleten dolgozik párhuzamosan.